# Elsie Jane Wilson
Pour les articles homonymes, voir Wilson.
Elsie Jane Wilson, née le 7 novembre 1885 (ou 1890) à Sydney en Australie, morte le 16 janvier 1965 à Los Angeles, est une actrice, réalisatrice et scénariste, pionnière de l'époque du cinéma muet.

## Biographie
Elsie Jane Wilson nait à Sydney en Australie. Elle fait ses débuts sur scène dès l'âge de deux ans. Elle participe avec succès chaque année au Pantomime britannique de Noël, ce qui lui permet de s'aguerrir et d'acquerir de l'exprérience.
Wilson joue à Londres, en Afrique du Sud,  et à New York. Elle fait une tournée en Australie et en Nouvelle-Zélande  avec différentes compagnies de J. C. Williamson, et fait la connaissance de l'acteur néo-zélandais Rupert Julian (1879-1943) avec qui elle se marie en 1906,. Ils émigrerent ensemble à New York, en 1913, et elle travaille alors avec des acteurs d'Hollywood sous la direction de Joseph de Grasse. Ils se rendent à Los Angeles en 1914, et travaillent pour Universal Studios; elle joue alors dans des films produits et réalisés par son mari. Par la suite elle apparait dans des films de Paramount Pictures, avant de retourner chez Universal et de commencer à réaliser elle-même des films, dont The Little Pirate; les sujets sont centrés sur l'enfance; elle dirige à plusieurs reprises Zoe Rae, une enfant actrice. Elle met un terme à sa carrière de réalisatrice en 1919 avec un dernier film, The Game’s Up. Le magazine Moving Picture World identifie alors les films réalisés par des femmes comme des « woman’s features », excluant de fait les femmes de la fonction de réalisatrice.

## Filmographie
- 1915 : Bound on the Wheel (en)
- 1915 : Mountain Justice
- 1915 : Tentation (Temptation) de Cecil B. DeMille
- 1916 : Oliver Twist
- 1917 :The Mystery Ship (en)
- 1917 : The Little Pirate (en)
- 1917 : The Cricket (réalisatrice)
- 1917 : The Silent Lady
- 1917 : Mother O' Mine
- 1917 : The Circus of Life
- 1918 : The City of Tears (en)
- 1918 : The Dream Lady (en)
- 1918 : New Love For Old (en)